# Krishna Prasad Bhattarai
Krishna Prasad Bhattarai (Varanasi, 24 de dezembro de 1924 - Catmandu, 4 de março de 2011) foi um político do Nepal.